# Pseudanthias taeniatus
Espèce
Synonymes
- Anthias taeniatus Klunzinger, 1884[2]

Pseudanthias taeniatus, communément appelé Anthias de mer Rouge ou Barbier rayé, est un poisson de la famille des Serranidés. Cette espèce est endémique de la mer Rouge où elle vit entre 10 et 50 m. Sa taille maximale est de 13 cm,